# Levantamento de peso nos Jogos Pan-Americanos de 2015 - Até 58 kg feminino
A categoria até 58 kg feminino do levantamento de peso nos Jogos Pan-Americanos de 2015 foi disputada em 12 de julho  no Centro Esportivo Oshawa, em Oshawa. 

## Calendário
Horário local (UTC-4).
| Data        | Horário | Fase  |
| ----------- | ------- | ----- |
| 12 de julho | 19:00   | Final |

## Medalhistas
| Ouro   | COL Lina Rivas        |
| Prata  | VEN Yusleidy Figueroa |
| Bronze | MEX Quisia Guicho     |

## Recordes
Recordes mundial e pan-americano antes da disputa dos Jogos Pan-Americanos de 2015.
| Recorde mundial       | Arranque  | CHN Chen Yanqing      | 111 kg | Doha, Qatar            | 3 de dezembro de 2006 |
| Recorde mundial       | Arremesso | CHN Qiu Hongmei       | 141 kg | Tai'an, China          | 23 de abril de 2007   |
| Recorde mundial       | Total     | CHN Chen Yanqing      | 251 kg | Doha, Catar            | 3 de dezembro de 2006 |
| Recorde Pan-Americano | Arranque  | COL Lina Rivas        | 100 kg | Guadalajara, México    | 24 de outubro de 2011 |
| Recorde Pan-Americano | Arremesso | ECU Alexandra Escobar | 125 kg | Rio de Janeiro, Brasil | 15 de julho de 2007   |
| Recorde Pan-Americano | Total     | ECU Alexandra Escobar | 223 kg | Rio de Janeiro, Brasil | 15 de julho de 2007   |

## Resultado
| Pos.              | Halterofilista    | Nacionalidade            | Grupo | Peso Atleta (kg) | Arranque (kg) | Arremesso (kg) | Total (Kg) |
| ----------------- | ----------------- | ------------------------ | ----- | ---------------- | ------------- | -------------- | ---------- |
| Medalha de ouro   | Lina Rivas        | COL Colômbia             | A     | 57.91            | 97            | 118            | 215        |
| Medalha de prata  | Yusleidy Figueroa | VEN Venezuela            | A     | 57.69            | 93            | 116            | 209        |
| Medalha de bronze | Quisia Guicho     | MEX México               | A     | 57.85            | 85            | 118            | 203        |
| 4                 | Tessy Sandi       | PER Peru                 | A     | 56.84            | 80            | 103            | 183        |
| 5                 | Yineisy Reyes     | DOM República Dominicana | A     | 57.33            | 92            |                | DNF        |
| 5                 | Maria Escobar     | ECU Equador              | A     | 57.44            |               |                | DNF        |

Legenda
| Recorde mundial                  | Recorde mundial (World record)               |                       | Recorde africano                      | Recorde africano (African) |                                           | Q | Classificado por posição (Qualified) |
| Recorde dos Jogos Pan-Americanos | Recorde pan-americano (Pan-American record)  | Recorde da América    | Recorde da América (Americas)         | q                          | Classificado por melhor tempo (Qualified) |   |                                      |
| Melhor marca do ano              | Melhor marca do ano (World leading)          | Recorde asiático      | Recorde asiático (Asian)              | DNS                        | Não largou (Did not start)                |   |                                      |
| Recorde nacional                 | Recorde nacional (National record)           | Recorde europeu       | Recorde europeu (European)            | DNF                        | Não terminou (Did not finish)             |   |                                      |
| Recorde pessoal                  | Recorde pessoal do atleta (Personal best)    | Recorde da Oceania    | Recorde da Oceania (Oceania)          | DSQ / DQ                   | Desclassificado (Disqualified)            |   |                                      |
| Recorde da temporada             | Recorde da temporada do atleta (Season best) | Recorde sul-americano | Recorde sul-americano (South America) | NM                         | Sem marca (No mark)                       |   |                                      |